# Christ Illusion
Christ Illusion — десятий студійний альбом гурту Slayer.

## Історія
Випуск альбому Chirst Illusion спочатку був запланований на 6 червня 2006 року (6.06.06), однак гурт вирішив затримати вихід платівки, оскільки учасники не хотіли, щоб Slayer виявився серед безлічі колективів, які випускають альбом 6 червня. Замість цього гурт 6 червня випустив обмеженим накладом мініальбом Eternal Pyre. На ньому знаходилася пісня «Cult» з альбому Chirst Illusion, концертний аудіозапис пісні «War Ensemble», відео процесу запису «Cult», а також п'ятихвилинна відеозйомка того, як один фанат гурту вирізав логотип Slayer у себе на передпліччі. Наклад у 5000 примірників був розпроданий в перші години після появи на прилавках мережі магазинів Hot Topic, яка мала ексклюзивне право на продаж цього релізу.
Альбом Chirst Illusion став першим з 1990 року релізом, у записі якого брав участь барабанщик Дейв Ломбардо.
Остаточною датою релізу нового альбому Slayer стало 8 серпня 2006 року. Платівка дебютувала на п'ятій позиції в чарті Billboard Top 200. У перший тиждень було продано 62 000 копій альбому. П'ята позиція в чарті стала рекордною для Slayer. Але попри це, рейтинг альбому впав до 44 місця наступної неділі.
Через три тижні після випуску Christ Illusion Slayer були прийняті до зали слави Kerrang! за «їхній вплив на всю сцену хеві-металу».
Для підтримки нового альбому Slayer вирушили у світове турне The Unholy Alliance. Початок турне був запланований на 6 червня, але згодом його перенесли на десяте число того ж місяця, тому що Тому Арая потрібна була операція на жовчному міхурі. In Flames, Mastodon, Children of Bodom, Lamb of God, Thine Eyes Bleed грали разом зі Slayer як підтримка в рамках туру.
30 жовтня цього ж року вийшов перший відеокліп до альбому, знятий на пісню «Eyes of the Insane».
Ця композиція також присутня в саундтреку фільму Пила 3. Завдяки їй Slayer виграли свою першу Греммі за «найкраще виконання металу».

## Список композицій
| #   | Назва                | Автор слів     | Автор музики | Тривалість |
| --- | -------------------- | -------------- | ------------ | ---------- |
| 1.  | «Flesh Storm»        | Кінг           | Кінг         | 4:14       |
| 2.  | «Catalyst»           | Кінг           | Кінг         | 3:07       |
| 3.  | «Skeleton Christ»    | Кінг           | Кінг         | 4:22       |
| 4.  | «Eyes of the Insane» | Арая           | Ганнеман     | 3:23       |
| 5.  | «Jihad»              | Арая           | Ганнеман     | 3:31       |
| 6.  | «Consfearacy»        | Кінг           | Кінг         | 3:07       |
| 7.  | «Catatonic»          | Кінг           | Кінг         | 4:54       |
| 8.  | «Black Serenade»     | Ганнеман, Арая | Ганнеман     | 3:18       |
| 9.  | «Cult»               | Кінг           | Кінг         | 4:39       |
| 10. | «Supremist»          | Кінг           | Кінг         | 3:52       |

### Спеціальне видання
| #   | Назва       | Автор           | Тривалість |
| --- | ----------- | --------------- | ---------- |
| 11. | «Final Six» | Ханнеман, Арайа | 4:10       |

Бонус-треки Hot Topic
| #   | Назва                      | Автор слів | Автор музики   | Тривалість |
| --- | -------------------------- | ---------- | -------------- | ---------- |
| 12. | «Disciple» (Live)          | Кінг       | Ханнеман       | 3:44       |
| 13. | «Mandatory Suicide» (Live) | Арайа      | Ханнеман, Кінг | 4:04       |

DVD
- Slayer on Tour, 2007
- South of Heaven
- Eyes of the Insane

## Чарти
| Чарт (2006)                                          | Найвища позиція |
| ---------------------------------------------------- | --------------- |
| Австралія Australian Albums (ARIA)                   | 9               |
| Австрія Austrian Albums (Ö3 Austria)                 | 6               |
| Бельгія Belgian Albums (Ultratop Flanders)           | 19              |
| Бельгія Belgian Albums (Ultratop Wallonia)           | 48              |
| Канада Canadian Albums (Billboard)                   | 3               |
| Данія Danish Albums (Hitlisten)                      | 14              |
| Нідерланди Dutch Albums (MegaCharts)                 | 8               |
| Фінляндія Finnish Albums (Suomen virallinen lista)   | 2               |
| Франція French Albums (SNEP)                         | 52              |
| Німеччина German Albums (Offizielle Top 100)         | 2               |
| Угорщина Hungarian Albums (MAHASZ)                   | 11              |
| Ірландія Irish Albums (IRMA)                         | 10              |
| Італія Italian Albums (FIMI)                         | 18              |
| Японія Japanese Albums (Oricon)                      | 17              |
| Нова Зеландія New Zealand Albums (Recorded Music NZ) | 10              |
| Норвегія Norwegian Albums (VG-lista)                 | 10              |
| Польща Polish Albums (ZPAV)                          | 9               |
| Швеція Swedish Albums (Sverigetopplistan)            | 4               |
| Швейцарія Swiss Albums (Schweizer Hitparade)         | 11              |
| Велика Британія UK Albums (OCC)                      | 23              |
| США Billboard 200                                    | 5               |
| США Top Rock Albums (Billboard)                      | 2               |
| США Top Tastemaker Albums (Billboard)                | 1               |